# Bollito misto
Il bollito misto è un secondo piatto a base di vari tagli di carne bolliti diffuso specialmente in area padana: particolarmente conosciuto è il "gran bollito misto piemontese ". La carne, servita calda o fredda, è generalmente accompagnata da verdure bollite insieme alla carne, solitamente carote, cipolle, sedano, salse e/o altri contorni come purè di patate e mostarda.

## Preparazione

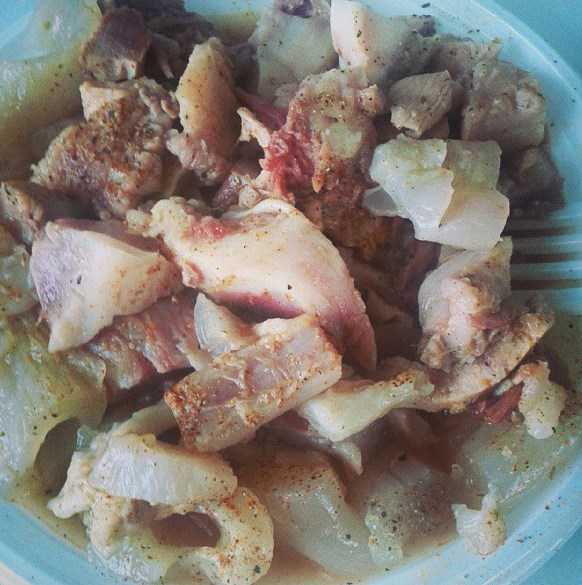
Bollito misto

I tagli tradizionalmente più utilizzati del manzo sono:
- scaramella
- coda
- muscolo
- lingua
- testina
- spalla
- tenerone

A essi vengono aggiunti altri tagli bovini tra i quali il brut e bon (brutto e buono) il fiocco e il "cappello del prete".
Se si è interessati a utilizzare il brodo, occorre immergere la carne nell'acqua quando è ancora fredda, togliere la schiuma che si forma quando inizia a bollire e solo in seguito aggiungere gli odori; se invece il brodo non interessa, si deve aggiungere la carne quando l'acqua giunge all'ebollizione.
Spesso oltre alla carne di manzo è presente anche quella di cappone, di gallina o di pollo ruspante.
A volte viene aggiunto anche del maiale, sotto forma di zampone o cotechino, che devono essere cotti a parte (così come la lingua).

## Accompagnamento
Il bollito viene spesso accompagnato da salse, tra le quali: maionese, senape, bagnet verd, bagnet ross, pearà, cren, salsa verde, mostarda (come quella di Cremona o la cognà piemontese) o friggione. 
Il piatto è tradizionalmente invernale, ma non è inusuale reperirlo anche in altri periodi dell'anno.
Per accompagnare il bollito misto vengono consigliati vini rossi moderatamente acidi e tannici e non troppo invecchiati. Tra i vini piemontesi, oltre a quelli a base di Barbera e di Dolcetto, molto adatto è il Grignolino.

## Gran bollito misto alla piemontese
La tradizionale ricetta del "Gran bollito misto alla piemontese" è nata nel 1849, ed è detta anche "Bollito storico risorgimentale piemontese" perché particolarmente gradita a re Vittorio Emanuele II, comprende sette tagli principali di manzo (scaramella, punta di petto, cappello da prete, fiocco di punta, noce, tenerone e culatta) cotti insieme nella pentola più grande, sette "ammennicoli", ovvero tagli di carne più piccoli da cuocersi in pentole separate (coda, cotechino, lonza, lingua, zampino, gallina e testina), cinque salse (bagnet verd, salsa con pomodoro e acciughe, mostarda d'uva, salsa di senape e salsa delle api), tre contorni a base di verdure ripassate al burro (cipolline, zucchine e finocchi), quattro contorni a base di verdure lessate (patate, carote, rape e foglie di verza) ed il brodo ben caldo.

## Gran bollito misto alla bolognese
Il bollito misto alla bolognese comprende principalmente i tagli di carne risultanti dalla preparazione del brodo per i tortellini, vale a dire il manzo e il cappone o la gallina, ma include anche gli insaccati tipici dell'area emiliana, tra cui lo zampone e il cotechino, a cui sono spesso aggiunti la lingua e la testina. Il tutto è condito con purè, mostarda bolognese (nella sua versione senapata), salsa verde, friggione e altri contorni.